# Bibi Carlo
Bibi Carlo, född Birgitta Karlsson 26 juni 1943, är en svensk dansare.

## Filmografi
- 1958 – Linje sex
- 1958 – Musik ombord
- 1975 – Kom till Casino

## Teater

### Roller
| År   | Roll | Produktion             | Regi           | Teater      |
| ---- | ---- | ---------------------- | -------------- | ----------- |
| 1967 |      | Peer Gynt Henrik Ibsen | Jerk Liljefors | Riksteatern |